# Manel Benavente González
Manel Benavente González (Barcelona, 28 de septiembre de 1973), más conocido como Manel Benavente, es un entrenador español de fútbol. 
Su carrera empieza a los 14 años entrenando equipos en modo amateur en el Campo Nicolás Longaron. Allí destacó por su capacidad de organización y liderazgo. Con 20 era el entrenador más joven en categoría Regional y Nacional. Nadie hasta la fecha ha alcanzado este hito. 
Posee estudios como técnico de grado superior, los títulos nacionales de entrenador de fútbol de Nivel 1, 2 y 3, obteniendo el Nivel 2 a los 20 años. El Nivel 3 (ámbito nacional) en la promoción de Tito Vilanova, Cuco Ziganda, Roberto Fernández, Narcís Julià, Ángel Pedraza -DEP-, Rojo, Paco Clos, etc.
Curso de director deportivo en la Universidad Camilo José Cela

## Etapa en la UDA Gramenet
Entrenador de los equipos de categoría cadete y juvenil, dirigiendo a futbolistas como Xavi Giménez, Luis Larios, Curro Torres, Unai Vergara, Rubén Blaya, Joan Oriol, Gerard Bordas, Puigdollers, David Prats, Aarón Bueno, Manel Martínez, Dimas, Gonzalo Eraso, Mikel Pagola, Macanas, Gallego, Keko, etc., todos ellos llegando a profesionales en Primera División y Segunda División española.
Posteriormente llega al primer equipo, como ayudante de Julià García y García Escribano en las categorías primera división catalana, tercera división y Segunda División B de España, realizando dos playoffs de ascenso a Segunda División de España.
Cuartos de final de la Copa del Rey, pasando eliminatorias ante Benidorm, Lleida, Levante y Fútbol Club Barcelona, cayendo ante el Betis, que fue el campeón.

## Etapa en el CF Badalona
Campeonato de Segunda División B en la temporada 2004-2005, cayendo en la eliminatoria por el ascenso ante el Linares.

## Etapa en la UE Lleida
Temporada 2005-2006, como segundo entrenador, entrenador de porteros y realizando tareas de scouting.

## Etapa en el CF Gavà
Temporada 2006-2007 y 2007-2008, como segundo entrenador, entrenador de porteros y realizando tareas de scouting. Promoción de ascenso a 
Segunda División de España.

## Etapa en el CE Sabadell
Temporada 2008-2009 y 2009-2010, trabajando en la secretaría técnica del club y realizando tareas de scouting. Ascenso a Segunda División de España.

## Etapa en el Málaga CF
Temporadas 2010-2013, trabajando como entrenador de porteros del Atlético Malagueño, así como responsable del área de porteros del Málaga Club de Fútbol.
Junto con el fallecido José Manel Casanova se firmaron para la Academya del Málaga jugadores como Castillejo actualmente en el Milán Brahim en el Manchester City Calero actualmente en el Valladolid Samu Garcia actualmente en el levante, Juampi Añon en el Málaga incorporado desde Venezuela, Mula,Ontiveros y Nesiry en Málaga entre otros.
https://www.marca.com/2013/10/18/en/football/real_madrid/1382092590.html

## Etapa en el Al-Fateh SC
Temporada 2014-2015, trabajando como miembro del cuerpo técnico, analista y entrenador de porteros del Al-Fateh SC, equipo de la Arabian Premier League First Division.  

## Etapa en el RCD Espanyol
Temporada 2015-2016, trabajando como miembro de la Dirección Deportiva y analista dentro del personal del primer equipo del RCD Espanyol. Galardonado en diversas ocasiones por su labor de asesoramiento y compromiso con el club.

## Etapa en el Guayaquil City Fútbol Club River Ecuador
Temporada 2016-2017, trabajando como entrenador y Analista Táctico de River ecuador.  

## Etapa en el UD Ibiza
Temporada 2017-2018 regreso a España al UD Ibiza como secretario técnico y después entrenador interino.  

## Etapa en el AC Omonia Nicosia
Temporada 2018-2019 trabajando como Chief Scout en el AC Omonia Nicosia de Chipre de la 1ª división  

## Etapa en el Foolad CF superliga Iranie Gulf Persian
Temporada 2022-2023 trabajando como 2º entrenador
https://www.bild.de/sport/fussball/fussball/ex-star-rauffmann-eintracht-hat-neben-dortmund-die-beste-offensive-58016468.bild.html
- Datos: Q5991362
- Multimedia: Manel Benavente / Q5991362